# Students Federation of India

SFI:s fana

Students Federation of India, Communist Party of India (Marxist):s studentförbund. SFI grundades 1970. SFI var medlemmar av den numera upplösta International Union of Students. I Tripura finns en särskild underorganisation för studenter från minoritetsbefolkningar, Tribal Students Union.